# Незнакомец и стрелок
«Незнакомец и стрелок» (итал. Là dove non battle il sole) — итальянский художественный фильм в жанре спагетти-вестерна, поставленный режиссёром Энтони Досоном. Другое название — «Кровавые деньги»Кровавые деньги / Кровные деньги / Blood Money. Азия фильм. Архивировано из оригинала 20 марта 2015 года..

## Сюжет
Мастер восточных единоборств Цзян Хо, выросший в китайском монастыре, прибывает в Америку, чтобы найти своего богатого дядю, задолжавшего суровому маньчжурскому мандарину. По прибытии он узнаёт, что родственник его убит, и лишь осуждённый за его смерть бродяга-ганфайтер по имени Дакота может что-то знать о сокровищах покойного. Одновременно Хо выясняет, что его предприимчивый дядя зашифровал местонахождение клада, вытатуировав его на ягодицах своих четырёх любовниц — белой американки, итальянки, русской и китаянки.
В совершенстве владея навыками боевых искусств, Хо спасает осуждённого от виселицы и, объединившись с ним в одну команду, приступает к нелёгким розыскам дядюшкиных пассий, двое из которых успели за это время выскочить замуж: одна за владельца салуна, а другая — за престарелого английского лорда. В ходе поисков партнёрам приходится вступить в борьбу с неожиданным конкурентом — бывшим гангстером, а ныне фанатиком-проповедником Хоббитом, сначала нанявшим в качестве напарника громилу-индейца, а затем заключившего союз с мексиканскими бандитами. Одержав победу в неравной схватке, двое друзей возвращаются на родину Хо, прихватив с собой чудом спасённую им китайскую пассию любвеобильного дядюшки, вместо золота предусмотрительно вложившего все свои капиталы в строительство американских железных дорог…

## В ролях
| Актёр                    | Роль                     |
| ------------------------ | ------------------------ |
| Ли Ван Клиф              | Дакота                   |
| Ло Ле                    | Цзян Хо                  |
| Шан Чен                  | мандарин                 |
| Карен Йен                | китайская пассия дяди    |
| Эрика Бланк              | американская пассия дяди |
| Патти Шепард             | русская пассия дяди      |
| Феми Бенусси             | итальянская пассия дяди  |
| Джулиан Угарте           | проповедник Янси Хоббит  |
| Грегорио «Гойо» Перальта | индеец-боец              |
| Барта Барри              | шериф                    |

## Оценки
Журнал Nocturno похвалил фильм как «зрелищное кино», назвав его «эклектичным, экстравагантным и безудержным».
Невысокую оценку фильму дал итальянский кинокритик Паоло Мерегетти, назвав его «комедией, которая не вызывает смеха».